# 豊岡市役所
豊岡市役所（とよおかしやくしょ）は、日本の地方公共団体である豊岡市の執行機関としての事務を行う施設（役所）。

## 概要
主に本庁舎群と5つの総合支所から構成されている。ヨーロッパ風の旧本庁舎は、北但大震災（1925年5月）の復興建築のシンボルとして震災直後に建築家・原科準平の設計により1927年に建築された近代建築である。当時としては県下に誇る大建築であったとされ、最先端のデザインと材料である鉄筋コンクリートを用いて建築されており、「近代建築ガイドブック・関西編」（鹿島出版会発行、1984年）に名建築として掲載されるなど、優れた近代建築と評価されている。なお旧本庁舎は新本庁舎建設に伴い2012年2月2日から7日にかけて曳家工事により南へ約25m移転され、現在は豊岡市議会議場や市民交流センター「豊岡稽古堂」として使用されている。
また、大開通りを挟んで立地するルネッサンス建築の旧南庁舎別館は、1934年に建築家・渡辺節の設計により兵庫県農工銀行豊岡支店として建設されたもので、国の登録有形文化財に登録されている。なお旧南庁舎別館は改修されて2014年4月18日に豊岡1925というお菓子を中心テーマとした複合施設となった。2015年からは、バリューマネジメント株式会社に委託してオーベルジュ豊岡1925として運営している。
2009年3月には豊岡駅通商店街や宵田商店街（カバンストリート）を中心に点在する豊岡復興建築群の探検ツアーも実施された。
本庁舎前広場では大開通りとともに例年イベントが開催されており、4月には豊岡春まつり、5月に大石りくまつり、8月には但馬三大まつりの一つである柳まつりの会場のひとつとして各種バザー（豊岡鞄の即売など）などが行われる。

## 沿革
- 1924年（大正13年） - 大開通りが舗装される
- 1925年（大正14年）5月23日 - 北但大震災により壊滅的な被害を受ける
- 1927年（昭和2年）4月18日 - 豊岡郵便局の庁舎が完成する
- 1927年（昭和2年）6月14日 - 豊岡警察署の庁舎が完成する
- 1928年（昭和3年）1月24日 - 豊岡町新庁舎が完成する、北但大震災復興建築のシンボルとして建築
- 1950年（昭和25年）　周辺の村と合併し豊岡市が発足する
- 1952年（昭和27年） - 本庁舎の3階部分を増築する
- 2002年（平成14年） - 企画部内にコウノトリ共生推進課（現：コウノトリ共生課）を設置
- 2005年（平成17年） - コウノトリ共生課を設置
- 2005年（平成17年） - 周辺の町と新設合併し、新しい豊岡市が発足する
- 2006年（平成18年） - 農林水産部門を統合したコウノトリ共生部を設置
- 2012年（平成24年）2月 - 旧庁舎を曳家で移動させる。
- 2013年（平成25年）8月13日 - 現地建替えにおいて新庁舎が完成。周辺に分散していた業務事務所を統合して業務開始。
- 2014年（平成26年）4月19日 - 豊岡市役所新庁舎の建設工事が完了[9]。
- 2023年（令和5年）3月末 - 豊岡市は市の組織改編によりコウノトリ共生部を廃止（4月から新部署に引き継ぎ）[10]。

## 本庁舎
- 本庁舎（平成25年建築）
- 市議会議場（昭和2年建築）
- 旧・南庁舎（新本庁舎竣工に伴い解体、旧・豊岡郵便局、昭和2年建築）
- 旧・南庁舎別館（現・豊岡1925、旧・兵庫県農工銀行豊岡支店→山陰合同銀行豊岡支店、国の登録有形文化財）
- 旧・東庁舎別館（新本庁舎竣工に伴い解体、旧・中央会館）

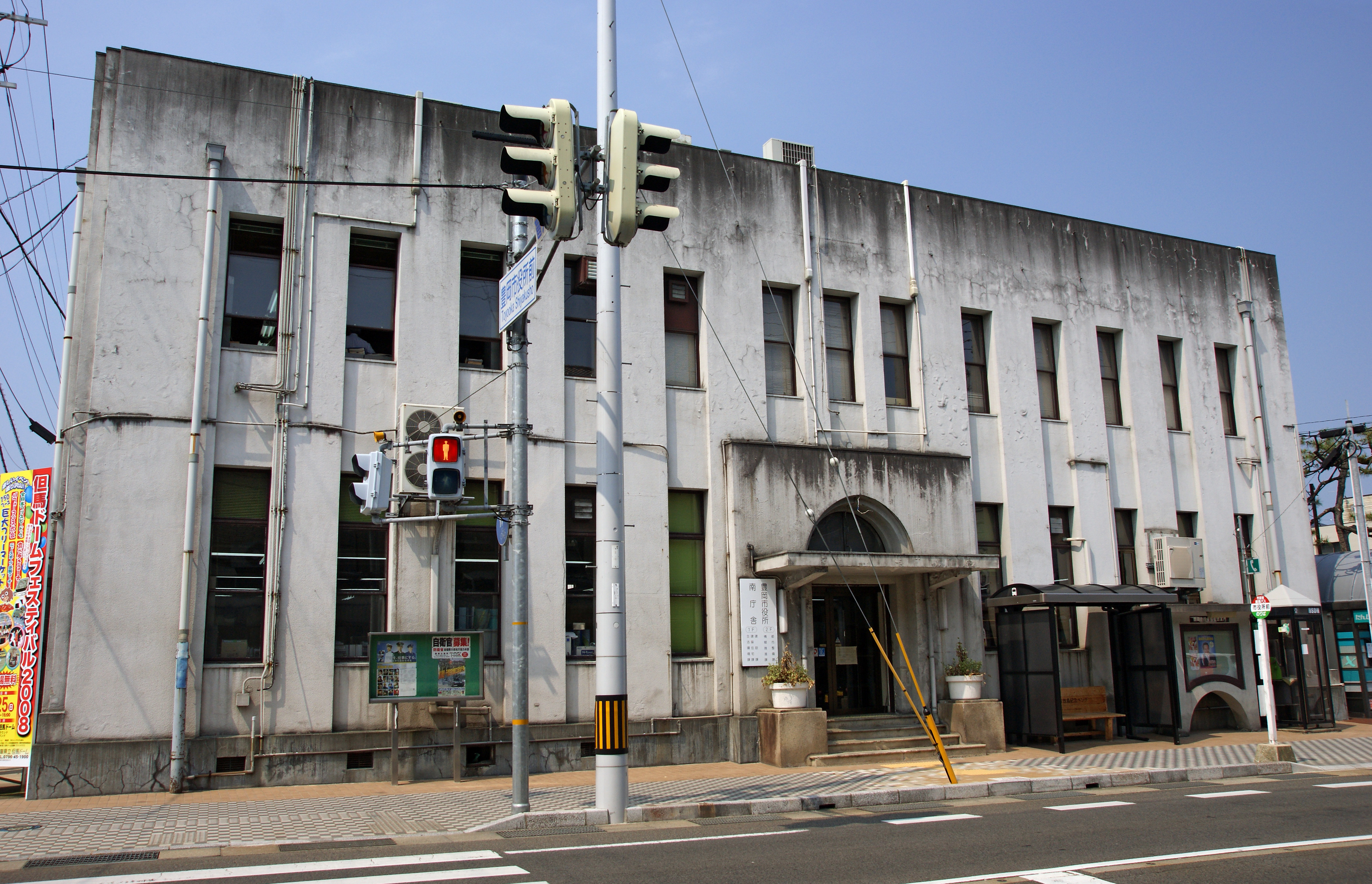
旧・南庁舎
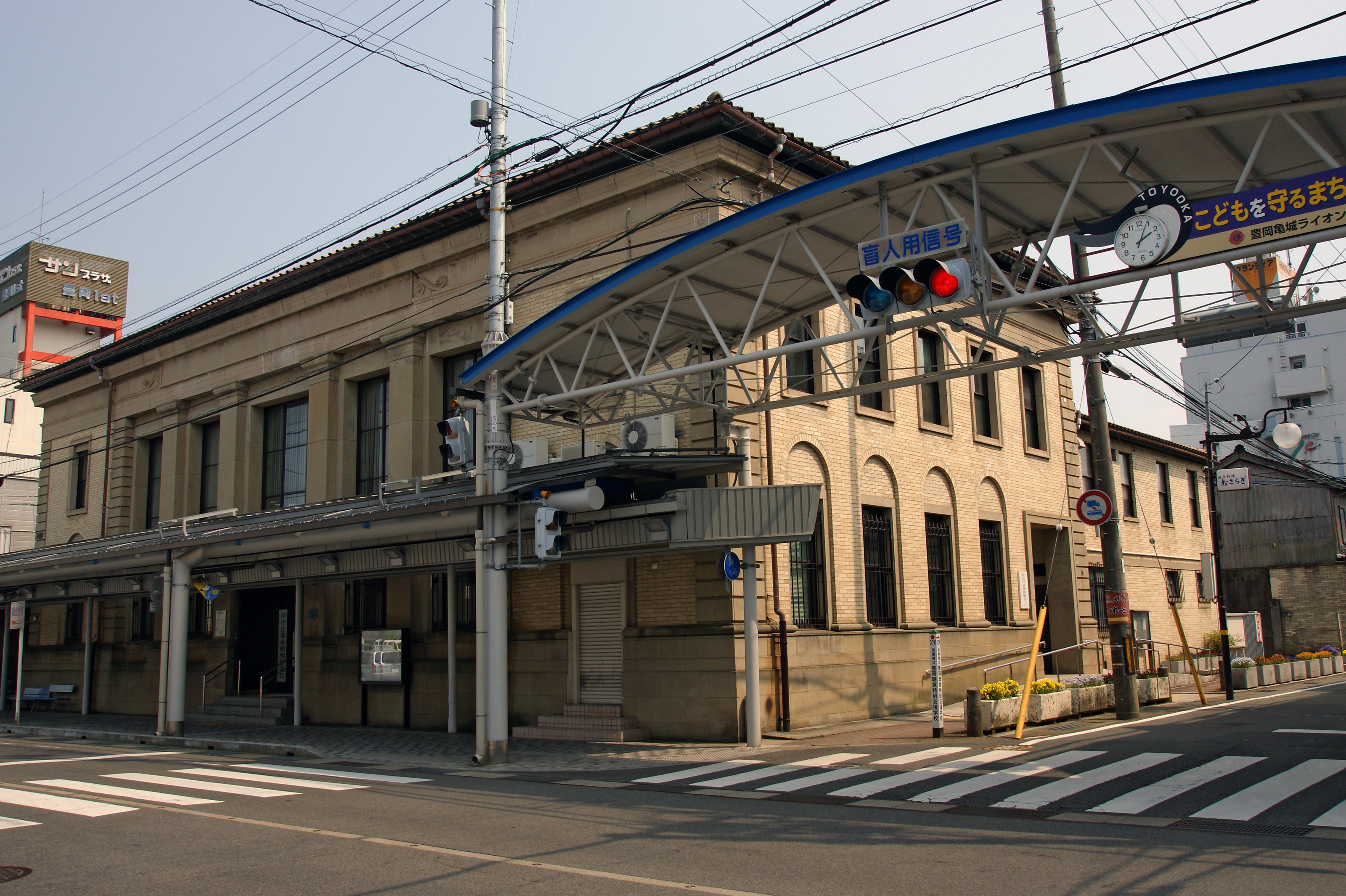
旧・南庁舎別館 （現・豊岡1925）

### 所在地・交通アクセス
- 兵庫県豊岡市中央町2番4号
- 豊岡駅より大開通りを東へ500m

### 開庁時間
- 月曜日から金曜日の8時30分から17時15分（土曜日・日曜日・祝日・年末年始を除く）

## 総合支所

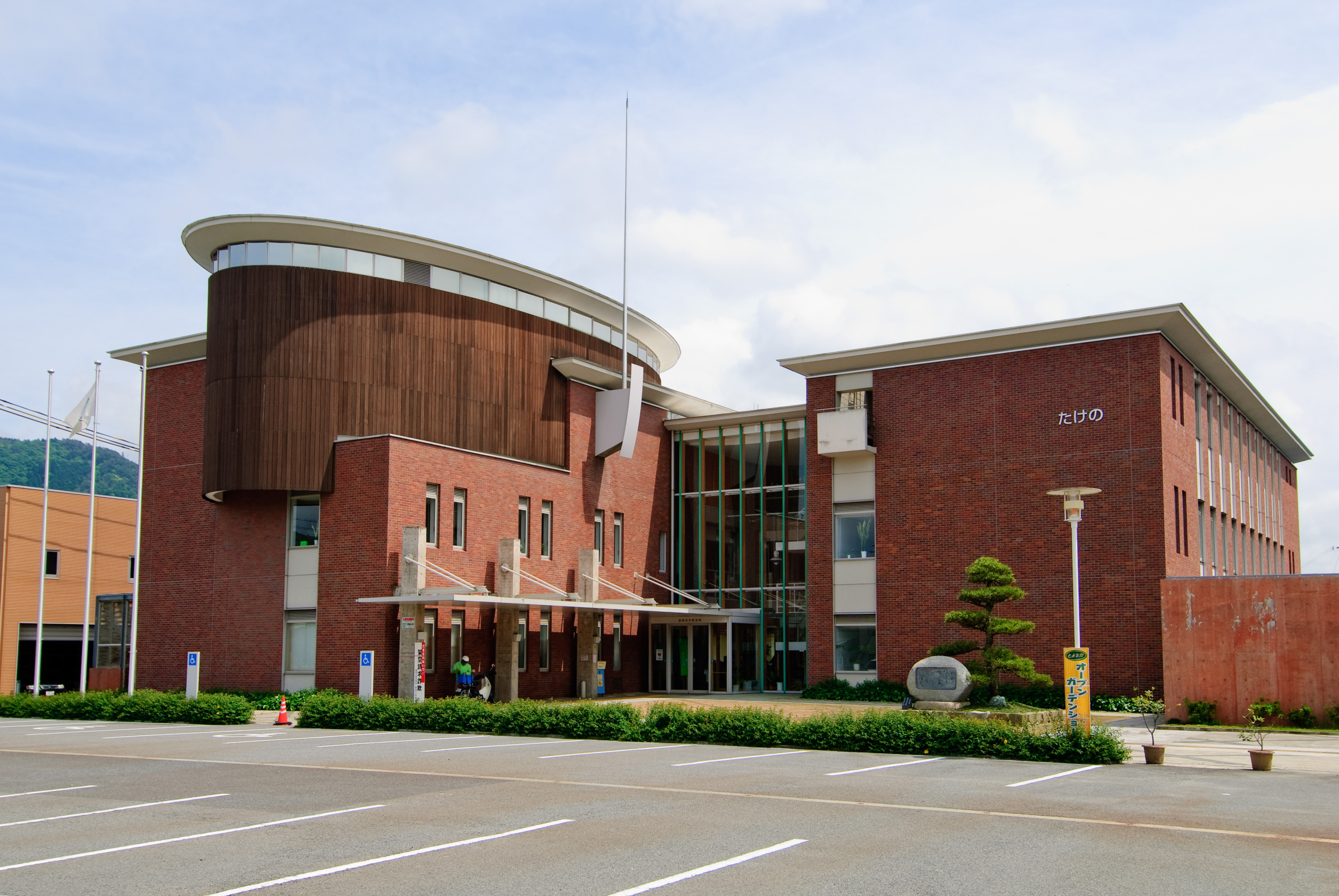
竹野総合支所

- 城崎総合支所 - 豊岡市城崎町桃島1057番地の1
- 竹野総合支所 - 豊岡市竹野町竹野1585番地の1
- 日高総合支所 - 豊岡市日高町祢布920番地
- 出石総合支所 - 豊岡市出石町内町1番地
- 但東総合支所 - 豊岡市但東町出合150番地

## 周辺情報
- 豊岡駅（JR西日本山陰本線・京都丹後鉄道宮豊線）
- 豊岡駅通商店街
- 豊岡復興建築群
- 三井住友銀行豊岡支店
- 神武山公園付近
  - 豊岡城
  - 豊岡市立図書館
  - 兵庫県立豊岡高等学校
- カバンストリート
  - 但馬信用金庫
- 豊岡中央公園
  - 豊岡市立総合体育館
  - 豊岡市民会館
  - たじま農業協同組合